# دهستان احمدآباد مستوفی
دهستان احمدآباد مستوفی دهستانی در بخش بخش احمدآباد مستوفی شهرستان اسلامشهر، استان تهران است. براساس سرشماری مرکز آمار ایران در سال ۱۳۸۵، جمعیت آن ۱۴۱۵۴ نفر (۳۵۱۰ خانوار) بوده‌است.